# 白石消防署

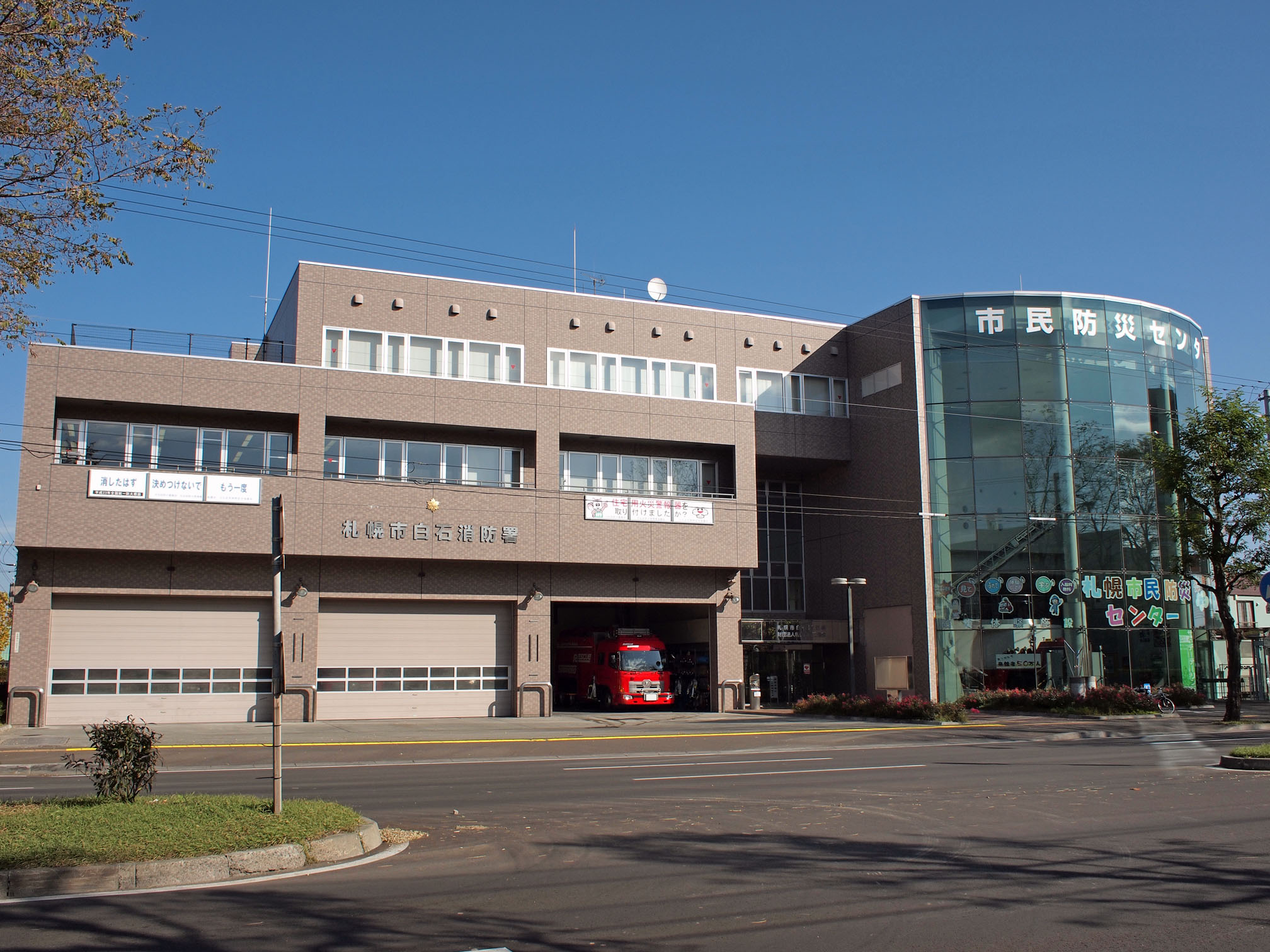
白石消防署と札幌市民防災センター

白石消防署（しろいししょうぼうしょ）は北海道札幌市白石区にある札幌市消防局の消防署である

## 所在地
- 札幌市白石区南郷通6丁目北

## 設置されている課
- 予防課
- 警防課

## 設置部隊
- 指揮隊
- 水槽隊（水難救助隊指定）
- 屈折隊
- 救急隊
- 高度救助隊（水難救助隊指定）

## 出張所
- 元町出張所
- 菊水出張所
- 北郷出張所
- 東白石出張所

## 交通機関

### 地下鉄
- 東西線南郷7丁目駅

### 路線バス
- 北海道中央バス南郷線・北都線・澄川白石線のいずれかに乗車し「南郷通6丁目」下車

## 札幌市民防災センター
2003年（平成15年）3月13日に開設された施設で、起震装置を備えた地震体験コーナーや煙避難体験コーナーなどの体験施設を有し、防災知識を学ぶことができる。
- 開館時間 - 9:30から16:30
- 入館料 - 無料
- 休館日 - 年末年始